# Theodor Krauth
Theodor Krauth (* 25. September 1850 in Eberbach, Unterrheinkreis; † 15. August 1900 in Wattwil, Kanton St. Gallen/Schweiz) war ein deutscher Architekt, Hochschullehrer und Fachbuchautor.

## Ausbildung und Wirken
Als Sohn eines Schreinermeisters absolvierte Krauth zunächst eine Schreinerlehre und studierte anschließend Architektur an der Technischen Hochschule Karlsruhe. Nach dem Studium erhielt er eine Anstellung als Architekt bei der Kirchenbauinspektion Heidelberg. Daneben übernahm er private Entwurfsarbeiten für Wohngebäude und Gewerbeeinrichtungen, auch für Innendekorationen in Meran und Bozen (Südtirol) sowie für kunstgewerbliche Arbeiten.
Ende 1884 erhielt Krauth einen Ruf als Lehrer an der Baugewerkeschule Karlsruhe und wurde dort Anfang 1885 zum Professor ernannt. 1890 erfolgte die Ernennung zum „Inspektor der Gewerbeschulen“, in deren Funktion Krauth maßgeblich an der Reorganisation der badischen Gewerbeschulen mitwirkte. Insbesondere war er verantwortlich für die Beschaffung von umfangreichem, systematisch ausgewähltem zeichnerischem Vorlagenmaterial, das den Schulen bisher gefehlt hatte.
Weit über Baden und den Schulbetrieb hinaus reichende Bedeutung erlangte Theodor Krauth als Fachautor handwerklicher Baufachliteratur, indem er (zumeist mit Franz Sales Meyer) mehrere reich bebilderte Standardwerke zu den Berufen Schlosser, Schreiner, Zimmermann und Steinmetz verfasste, die auch noch im 21. Jahrhundert nachgedruckt wurden.
Theodor Krauth starb mit knapp 50 Jahren unerwartet nach kurzer Krankheit. Sein gleichnamiger Sohn (* 1883) wirkte ebenfalls im Baufach und wurde später Direktor des Badischen Staatstechnikums in Karlsruhe.

## Schriften
- (mit Ferdinand Blattlehner, Friedrich Kredell) Über Schulhausbaulichkeiten. Malsch & Vogel, Karlsruhe 1897. (Digitalisat)
- Aufgaben für das gewerbliche Rechnen für Gewerbeschulen, gewerbliche Fortbildungsschulen. Verlag von A. Bielefeld's Hofbuchhandlung Liebermann & Cie., 1898, 5. Aufl., Karlsruhe 1906.
- (mit Franz Sales Meyer) Der Schlosser der Neuzeit, 100 Brüstungs- und Balkongitter sowie Treppengeländer. Otto Maier, Ravensburg 1890.
- (mit Franz Sales Meyer) Das Schreinerbuch, zwei Bände. E. A. Seemann, Leipzig 1890. – Reprint: Hansebooks, Norderstedt 2017, ISBN 978-3-7446-2794-8. – 4. durchgesehene und vermehrte Auflage unter dem geänderten Titel: Die gesamte Möbelschreinerei. Mit besonderer Berücksichtigung der kunstgewerblichen Form. E.A. Seemann, Leipzig 1902. – Reprints: Edition libri rari Schäfer, Hannover 1980 (DNB); Nikol Verlag, Hamburg 2021, ISBN 978-3-86820-654-8 (DNB).
- (mit Franz Sales Meyer) Das Schlosserbuch. Die Kunst- und Bauschlosserei in ihrem gewöhnlichen Umfange mit besonderer Berücksichtigung der kunstgewerblichen Form, Leipzig 1891. Zweite, durchgesehene und vermehrte Auflage, E. A. Seemann, Leipzig 1897. – Reprints: Hansebooks, Norderstedt 2017, ISBN 978-3-7436-3079-6; 1981, ISBN 978-3-86630-936-4.
- (mit Franz Sales Meyer) Das Zimmermannsbuch. Die Bau- und Kunstzimmerei mit besonderer Berücksichtigung der äußeren Form. E. A. Seemann, Leipzig 1892. (Textband der Auflage von 1893; Tafelband der Auflage von 1893; 2. Auflage von 1895 auf BooksGoogle) – Reprints der 2. Auflage von 1895: Vincentz Network, Hannover 2000, ISBN 978-3-87870-680-9; Nikol Verlag, Hamburg 2021, ISBN  978-3-86820-653-1.
- (mit Franz Sales Meyer) Die Bau- und Kunstarbeiten des Steinhauers. E. A. Seemann, Leipzig 1896. (Tafelband auf BooksGoogle) – Reprint: Edition libri rari Schäfer, Hannover 1982, ISBN 978-3-88746-021-1.
- Dreissig Glasabschlüsse. E. A. Seemann, Leipzig 1898. (DNB)
- Dreissig einflüglige Hausthüren. E. A. Seemann 1898. (DNB)
- (mit Franz Sales Meyer) Das Einfamilienhaus und seine Bauformen. Eine Ergänzung zum Bauformenbuch, zum Steinhauerbuch und zum Zimmermannsbuch des gleichen Verlags. E. A. Seemann, Leipzig 1900. (DNB)

## Archivalien
- Personenakte im Generallandesarchiv Karlsruhe